# Faro de Cabo Peñas
El faro de Cabo Peñas está situado en la meseta más saliente del Cabo de Peñas, en el concejo de Gozón, Principado de Asturias (España), a 100 metros del nivel del mar y a unos 60 metros del acantilado.

## Historia

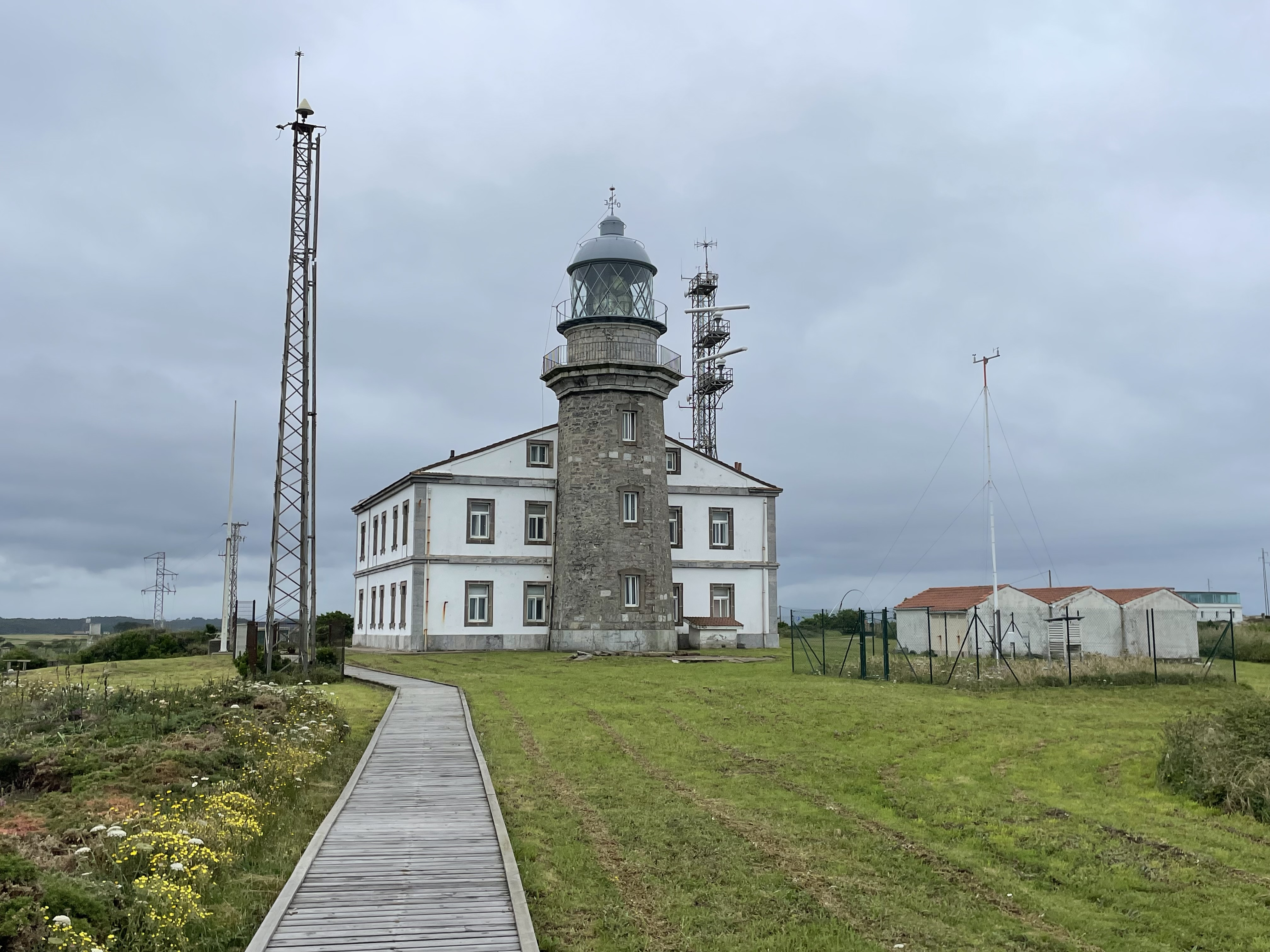
Faro de Cabo Peñas en 2024.

En funcionamiento desde 1852, se electrificó en 1946. En 1951 se instaló una sirena, sustituida en 1977. En 1956 se instaló un radiofaro y en 2003 una estación Dgps.
Es uno de los pocos faros de España que aún cuentan con farero, oficio al borde de la extinción por la automatización de casi todos los faros del mundo. El faro cuenta con tres balizas giratorias que se usan para detectar los barcos y la velocidad del viento. El edificio es de planta cuadrada con tres alturas. La torre troncopiramidal adosada a la cornisa norte del edificio. Actualmente alberga un museo de temas marinos en la planta baja del edificio.